# Stefan Baumgartner

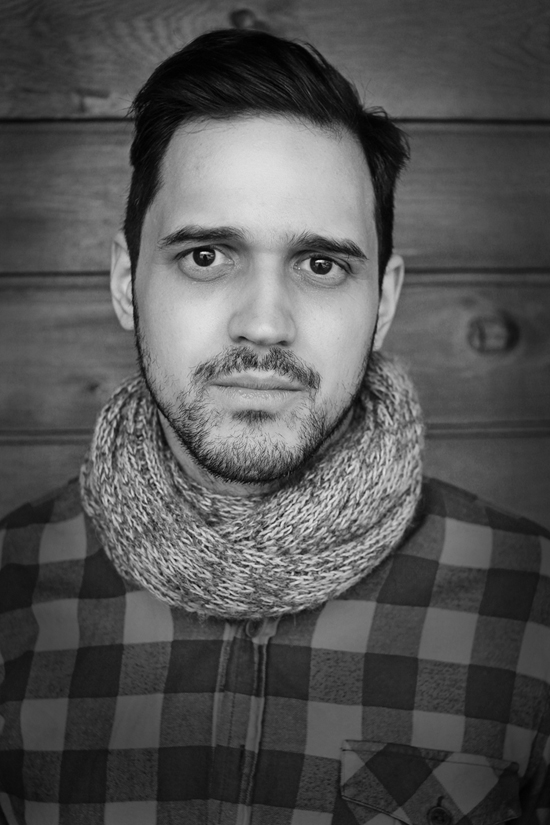
Stefan Baumgartner 2013

Stefan Baumgartner (* 5. März 1982 in Salzburg) ist ein österreichischer Regisseur und Filmemacher und Mitbegründer der Multimedia- und Filmproduktion Fuzion Collective.

## Leben
Stefan Baumgartner wuchs in der Stadt Salzburg auf. Nach Abschluss der Handelsschule I in Salzburg und mehrjähriger Tätigkeit im Finanzbereich studierte er im zweiten Bildungsweg zunächst Digitales Fernsehen an der Fachhochschule Salzburg. Anschließend trat er das Masterstudium für Film und Fernsehen am Studiengang Multimedia Art an der Fachhochschule Salzburg an, das er 2012 mit Auszeichnung abschloss. Seither arbeitet Stefan Baumgartner als Regisseur und Filmemacher und ist Mitgründer sowie Art Director der Multimedia- und Filmproduktion Fuzion Collective. Sein Debüt-Film Behind the Screen wurde – neben weiteren internationalen Preisen – mit dem Goldenen Delphin der Cannes Corporate & TV Awards ausgezeichnet.

## Filmografie (Auswahl)
- 2009: Stand Punkt
- 2009: All About Andrea
- 2011: Behind the Screen
- 2013: Made in Salzburg
- 2020: Schnee von Gestern?